# François Henri Theron
François Henri Theron, CB, CBE, južnoafriški general in veleposlanik, * 18. julij 1891, † 28. julij 1967.

## Življenjepis
Med drugo svetovno vojno je bil: generalni adjutant Zveznih obrambnih sil (1940), generalni administrativni častnik Administrativnega poveljstva Zveznih obrambnih sil (1940–41, 1941–44), v.d. poveljnika 2. južnoafriške pehotne divizije (1941), poveljnik artilerije 1. južnoafriške pehotne divizije (1942), vrhovni poveljnik Južnih zveznih obrambnih sil Sredozemlja (1943–45) in generalni administrativni častnik Administrativnega poveljstva Zveznih obrambnih sil za Italijo (1944–45).
Po vojaški službi je bil južnoafriški veleposlanik v Grčiji, Egiptu in Italiji.